# Airon-Saint-Vaast
Airon-Saint-Vaast is een gemeente in het Franse departement Pas-de-Calais (regio Hauts-de-France) en telt 230 inwoners (2004). De plaats maakt deel uit van het arrondissement Montreuil.

## Geografie
De oppervlakte van Airon-Saint-Vaast bedraagt 5,9 km², de bevolkingsdichtheid is 39,0 inwoners per km².
De onderstaande kaart toont de ligging van Airon-Saint-Vaast met de belangrijkste infrastructuur en aangrenzende gemeenten.

## Demografie
Onderstaande figuur toont het verloop van het inwonertal (bron: INSEE-tellingen).